# نوریو ومورا
نوریو ومورا (به انگلیسی: Norio Omura) بازیکن فوتبال اهل ژاپن و عضو تیم ملی فوتبال ژاپن است که در تاریخ ۲۱ مه ۱۹۹۵ میلادی اولین بازی ملی‌اش را انجام داد. او در ۳۰ بازی ملی حضور داشت و آخرین بازی ملی خود را در تاریخ ۲۶ ژوئن ۱۹۹۸ میلادی انجام داد. نوریو ومورا در بازی‌های ملی‌اش
۴ گل به ثمر رساند.